# رنه کرابو
رنه کرابو (فرانسوی: René Crabos‎; ۷ فوریه ۱۸۹۹ – ۱۷ ژوئن ۱۹۶۴) بازیکن راگبی ۱۵ نفره اهل فرانسه بود.
وی در مسابقات کشوری و بین‌المللی در مجموع برندهٔ ۱ مدال نقره شده‌است.